# Правила Фейнмана
Правила Фе́йнмана в квантовой теории поля — правила соответствия между вкладами определенного порядка теории возмущений в матричные элементы матрицы рассеяния и диаграмм Фейнмана. Регулярный вывод правил Фейнмана основан на применении теоремы Вика для хронологических произведений к хронологическим произведениям полевых операторов, через интегралы от которых выражаются вклады в матрицу рассеяния. В правилах Фейнмана центральную роль играют пропагаторы квантовых полей, равные их хронологическим спариваниям, то есть вакуумным ожиданиям от парных хронологических произведений:
которые также равны причинным функциям Грина этих полей:
Наряду с пропагаторами {\displaystyle i\Delta (x-y)}, которым в диаграммах Фейнмана соответствуют линии, соединяющие точки х и у, и которые полностью характеризуют взаимодействующие поля, правила Фейнмана включают элементы, описывающие механизм взаимодействия и отражающие структуру лагранжиана взаимодействия рассматриваемой квантовополевой модели.
Существуют две разновидности правил Фейнмана
1. правила в координатном представлении, на основе которых можно сопоставить диаграммы вкладам в S-матрицу, выраженным через операторные полевые функции
2. более полезными оказываются правила Фейнмана в импульсном представлении, которые служат непосредственно для построения матричных элементов переходов между физ. состояниями, характеризуемыми наряду с прочими квантовыми числами значениями 4-импульсов частиц.

В дальнейшем термином «правила Фейнмана» будем называть именно правила Фейнмана в импульсном представлении.
В этом представлении вместо вышеприведенных выражений используют их фурье-образы {\displaystyle \Delta _{a}(p)}, которым на диаграмме Фейнмана соответствуют внутренние линии, по которым как бы движутся частицы с импульсом р. Места встречи линий — вершины — описывают взаимодействия частиц. Поэтому, согласно правилам Фейнмана, вершинам отвечают множители в матричных элементах, передающие структуру лагранжианов взаимодействия. В качестве иллюстрации в таблице приведены правила соответствия для квантовой электродинамики в диагональной (иначе фейнмановской) калибровке электромагнитного поля.
|    | Элементы Диаграммы | Элементы Диаграммы | Фактор в S-матричном элементе |
|    | название | изображение | Фактор в S-матричном элементе |
| -- | --- | --- | --- |
| 1  | Вершина | | {\displaystyle (2\pi )^{4}ie\gamma ^{\mu }\delta ^{(4)}(p+k-p')} |
| 2  | Внутренняя фотонная линия | | {\displaystyle {\frac {1}{(2\pi )^{4}i}}{\frac {\varepsilon _{\mu ,\nu }}{-k^{2}}}} |
| 3  | Внутренняя электронно-позитронная линия | | {\displaystyle {\frac {1}{(2\pi )^{4}i}}{\frac {m+{\hat {p}}}{m^{2}-p^{2}}}{\hat {p}}=\gamma ^{\mu }\rho _{\mu }} |
| 4  | Внешняя фотонная линия | | {\displaystyle {\frac {(e^{\alpha }(k))_{\mu }}{(2\pi )^{3/2}{\sqrt {2k_{0}}}}}} |
| 5  | Внешняя выходящая электронная линия | | {\displaystyle (2\pi )^{-3/2}{\vec {v_{\sigma }}}(\rho )} |
| 6  | Внешняя выходящая линия | | {\displaystyle (2\pi )^{-3/2}{\vec {v_{\rho }}}(\rho )} |
| 7  | для построения вклада n-го порядка по e в матричный элемент заданного процесса следует нарисовать все диаграммы, содержащие ровно n вершин, соединяющие их внутренние линии и заданный набор внешних линий, определяемый суммарно начальным и конечным состоянием рассматриваемого процесса. При этом следует иметь в виду, что направления, указанные стрелками на электронных линиях, отвечают движению позитрона против направления стрелок | для построения вклада n-го порядка по e в матричный элемент заданного процесса следует нарисовать все диаграммы, содержащие ровно n вершин, соединяющие их внутренние линии и заданный набор внешних линий, определяемый суммарно начальным и конечным состоянием рассматриваемого процесса. При этом следует иметь в виду, что направления, указанные стрелками на электронных линиях, отвечают движению позитрона против направления стрелок | для построения вклада n-го порядка по e в матричный элемент заданного процесса следует нарисовать все диаграммы, содержащие ровно n вершин, соединяющие их внутренние линии и заданный набор внешних линий, определяемый суммарно начальным и конечным состоянием рассматриваемого процесса. При этом следует иметь в виду, что направления, указанные стрелками на электронных линиях, отвечают движению позитрона против направления стрелок |
| 8  | каждой из этих диаграмм по правилам соответствия из табл. путём перемножения факторов из правой колонки, упорядоченных по движению вдоль электронных линий, ставится в соответствие выражение, которое затем должно быть проинтегрировано по 4-импульсам и просуммировано по всем индексам всех внутр. линий; | каждой из этих диаграмм по правилам соответствия из табл. путём перемножения факторов из правой колонки, упорядоченных по движению вдоль электронных линий, ставится в соответствие выражение, которое затем должно быть проинтегрировано по 4-импульсам и просуммировано по всем индексам всех внутр. линий; | каждой из этих диаграмм по правилам соответствия из табл. путём перемножения факторов из правой колонки, упорядоченных по движению вдоль электронных линий, ставится в соответствие выражение, которое затем должно быть проинтегрировано по 4-импульсам и просуммировано по всем индексам всех внутр. линий; |
| 9  | если в диаграмме имеется {\displaystyle l} замкнутых электронных петель, то всё выражение должно быть умножено на (— 1)l | если в диаграмме имеется {\displaystyle l} замкнутых электронных петель, то всё выражение должно быть умножено на (— 1)l | если в диаграмме имеется {\displaystyle l} замкнутых электронных петель, то всё выражение должно быть умножено на (— 1)l |
| 10 | если в диаграмме имеется топологическая симметрия k-го порядка, то есть можно переставить k вершин, не изменив топологию диаграммы, то следует добавить множитель (k!)−1 | если в диаграмме имеется топологическая симметрия k-го порядка, то есть можно переставить k вершин, не изменив топологию диаграммы, то следует добавить множитель (k!)−1 | если в диаграмме имеется топологическая симметрия k-го порядка, то есть можно переставить k вершин, не изменив топологию диаграммы, то следует добавить множитель (k!)−1 |
| 11 | если в начальном или конечном состоянии имеются тождественные частицы, то следует провести соответствующую симметризацию. | если в начальном или конечном состоянии имеются тождественные частицы, то следует провести соответствующую симметризацию. | если в начальном или конечном состоянии имеются тождественные частицы, то следует провести соответствующую симметризацию. |

Выражение, стоящее в первой строке таблицы правил соответствия, отвечает структуре лагранжиана взаимодействия {\displaystyle {\mathcal {L}}(x)=e\psi (x)\gamma ^{\mu }\psi (x)A_{\mu }(x)}, за исключением множителя {\displaystyle i}, который учитывает тот факт, что вклад n-го порядка в S-матрицу содержит множитель {\displaystyle i^{n}}:
Две следующие строчки содержат пропагаторы полей, а затем в правилах соответствия фигурируют вектор поляризации фотона {\displaystyle e^{\alpha }(k)} и неквантованные дираковские спиноры {\displaystyle {\vec {v}}(\rho ),v(p)}, являющиеся решениями свободного уравнения Дирака и отвечающие электронам (и/или позитронам) в начальном и конечном состояниях.

## Пример применения
Пользуясь приведёнными правилами Фейнмана, получим матричный элемент процесса е−+е− → е−+е− (то есть мёллеровского рассеяния электронов) в низшем, втором по e, порядке теории возмущений. Единственной диаграммой оказывается диаграмма, приведённая на рис. 6. Используя введённые на этом рисунке импульсные обозначения, положим, что импульсы электронов в начальном состоянии равны p1 и р2, а электроны конечного состояния обладают импульсами — q1 , q2 (при этом, разумеется, q10 < 0, q20 < 0). Используя правила (1), (2), (5), (6) и (8), находим:
Согласно правилу (11), это выражение следует ещё антисимметризовать по электронам начального и конечного состояний.
Из релятивистской квантовой теории поля метод диаграмм Фейнмана и правила Фейнмана непосредственно переносится в квантовую статистику при нулевой температуре и без труда формулируется для теории возмущений при конечной температуре.